# Polski Alarm Smogowy
Polski Alarm Smogowy – ruch antysmogowy zrzeszający lokalne inicjatywy obywatelskie działające w celu poprawy jakości powietrza na poziomie lokalnym i ogólnopolskim.

## Założenie
Polski Alarm Smogowy powstał 10 lutego 2015 r. poprzez połączenie się Krakowskiego Alarmu Smogowego, Dolnośląskiego Alarmu Smogowego oraz Podhalańskiego Alarmu Smogowego.
Jednym z pierwszych działań organizacji założycielskich Polskiego Alarmu Smogowego było doprowadzenie do zmiany ustawy o ochronie środowiska, w taki sposób, aby ułatwić samorządom zmianę przepisów dotyczących poprawy jakości powietrza. Przepisy obowiązujące w 2015 uniemożliwiały sejmikom wojewódzkim przyjmowanie uchwał antysmogowych zakazujących m.in. stosowania paliw stałych najgorszej jakości oraz użytkowanie pozaklasowych kotłów na węgiel i drewno.

## Misja
Misją Polskiego Alarmu Smogowego jest poprawa jakości powietrza Polsce do poziomu, w którym normy jakości nie będą przekraczane na całym terytorium kraju. PAS postrzega zanieczyszczenie powietrza jako poważne zagrożenie zdrowia i życia osób mieszkających w Polsce. Polski Alarm Smogowy jest organizacją apartyjną, współpracującą z samorządami, organizacjami pozarządowymi i środowiskiem naukowym.
Na początku swojej działalności Polski Alarm Smogowy ustanowił 11 postulatów, których spełnienie niezbędne jest dla poprawy jakości powietrza  w Polsce. Są to m.in. wprowadzenie norm jakości paliw spalanych w gospodarstwach domowych, wprowadzenie standardów emisyjnych dla kotłów na węgiel i drewno, uruchomienie programów wsparcia efektywności energetycznej w budynkach, upowszechnienie uchwał antysmogowych, kontrola jakości węgla i zaostrzenie progów alarmowania o zanieczyszczeniu powietrza.

## Lokalne Alarmy Smogowe zrzeszone w PAS
W dniu 16 czerwca 2019 r. w strukturach Polskiego Alarmu Smogowego znajdowało się 40 lokalnych inicjatyw obywatelskich.
1. Krakowski Alarm Smogowy – od lutego 2015
2. Dolnośląski Alarm Smogowy – od lutego 2015
3. Podhalański Alarm Smogowy – od lutego 2015
4. Centrum Rozwoju Inicjatyw Społecznych, Rybnik – od sierpnia 2015
5. Rybnicki Alarm Smogowy – od sierpnia 2015
6. Kalwaryjski Alarm Smogowy - od października 2015
7. Zabrzański Alarm Smogowy – od października 2015
8. Rabczański Alarm Smogowy – od października 2015
9. Zagłębiowski Alarm Smogowy – od listopada 2015
10. Raciborski Alarm Smogowy – od listopada 2015
11. Poznański Alarm Smogowy – od listopada 2015
12. Sądecki Alarm Smogowy – od listopada 2015
13. Katowicki Alarm Smogowy – od grudnia 2015
14. Pleszewski Alarm Smogowy – od czerwca 2016
15. Warszawa Bez Smogu – od czerwca 2016
16. Ząbkowicki Alarm Smogowy – od grudnia 2016
17. Skawiński Alarm Smogowy - od grudnia 2016
18. Nowotarski Alarm Smogowy – od lutego 2017
19. Gliwicki Alarm Smogowy – od lutego 2017
20. Zabierzowski Alarm Smogowy – od marca 2017
21. Mysłowicki Alarm Smogowy - czerwiec 2017
22. Ustroński Alarm Smogowy – od września 2017
23. Gierałtowicki Alarm Smogowy – od grudnia 2017
24. Wielicki Alarm Smogowy - od grudnia 2017
25. Oświęcimski Alarm Smogowy – od stycznia 2018
26. Jaworznicki Alarm Smogowy – od marca 2018
27. Chełmecki Alarm Smogowy – od marca 2018
28. Wejherowski Alarm Smogowy – od kwietnia 2018
29. Legionowski Alarm Smogowy – od kwietnia 2018
30. Izabeliński Alarm Smogowy – od kwietnia 2018
31. Łódź Bez Smogu - od września 2018
32. Pszczyński Alarm Smogowy - od lutego 2019
33. Krzeszowicki Alarm Smogowy - od lutego 2019
34. Lubuski Alarm Smogowy - od marca 2019
35. Kielecki Alarm Smogowy - od marca 2019
36. Czernichowski Alarm Smogowy - od kwietnia 2019
37. Częstochowski Alarm Smogowy - od czerwca 2019
38. Bydgoski Alarm Smogowy – od czerwca 2019
39. Sieradzki Alarm Smogowy – od czerwca 2019
40. Czechowicki Alarm Smogowy